# Волфіш-Бей (аеропорт)
Аеропорт Волфіш-Бей ((IATA: WVB, ICAO: FYWB) англ. Walvis Bay International Airport, нім. Internationaler Flughafen Walvis Bay) — аеропорт, який обслуговує місто Волфіш-Бей, що розташоване в регіоні Еронго в Намібії. Аеропорт знаходиться приблизно за 15 км на схід від міста.

## Історія
Аеропорт був домашнім для AFB Rooikop, у Південно-африканських ВПС станція (і пізніше в якості бази), яка закрита в 1994 році. Він був домом для декількох СААФ ескадрилій.
У квітні 2018 року, Авіація Westair запустила регулярні рейси на шість нових напрямків у Намібії і Південній Африці.

## Авіалінії та напрямки
| Авіакомпанія          | Пункт призначення                           |
| --------------------- | ------------------------------------------- |
| Airlink               | Кейптаун, Йоганнесбург, Острів Святої Єлени |
| Air Namibia           | Кейптаун, Віндгук                           |
| South African Express | Кейптаун, Йоганнесбург                      |
| Westair Aviation      | Йоганнесбург, Віндгук                       |

## Статистика
|              | 2008   | 2009     | 2010     | 2011     | 2012     | 2013     | 2014     | 2015      | 2016      | 2017 | 2018    |
| ------------ | ------ | -------- | -------- | -------- | -------- | -------- | -------- | --------- | --------- | ---- | ------- |
| Авіатрафік   | 4943   | 4488 ▼   | 4288 ▼   | 5031 ▲   | 4639 ▼   | 4347 ▼   | 3920 ▼   | 4410 ▲    | 5356 ▲    | ?    | 4741    |
| Пасажирообіг | 67.445 | 74.862 ▲ | 71.512 ▼ | 85.089 ▲ | 89.707 ▲ | 88.383 ▼ | 84.854 ▼ | 107.163 ▲ | 121.538 ▲ | ?    | 119.141 |

Quelle: Airport Statistics. Namibia Airports Company, März 2019.

## Галерея

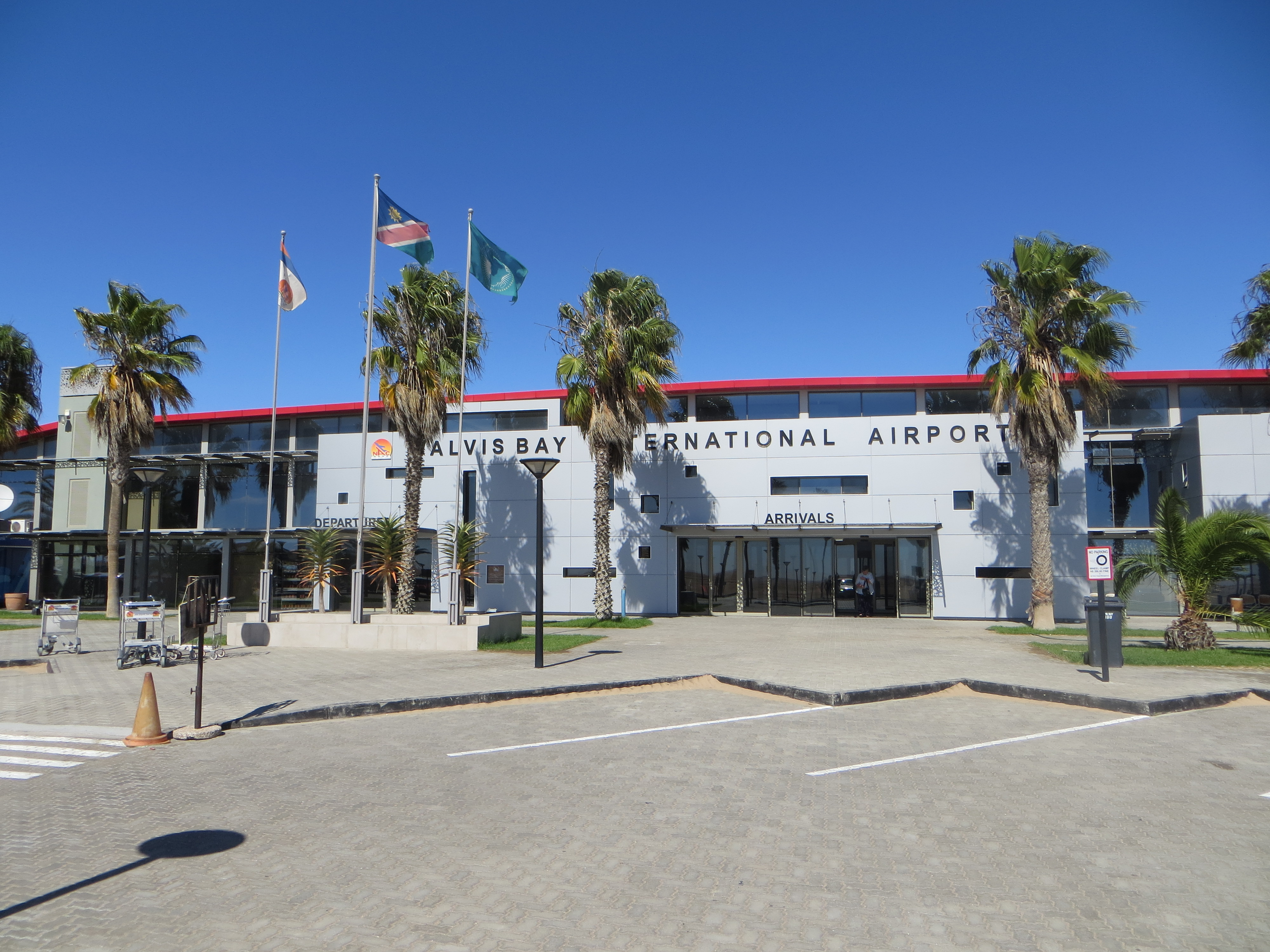
Будівля аеропорту
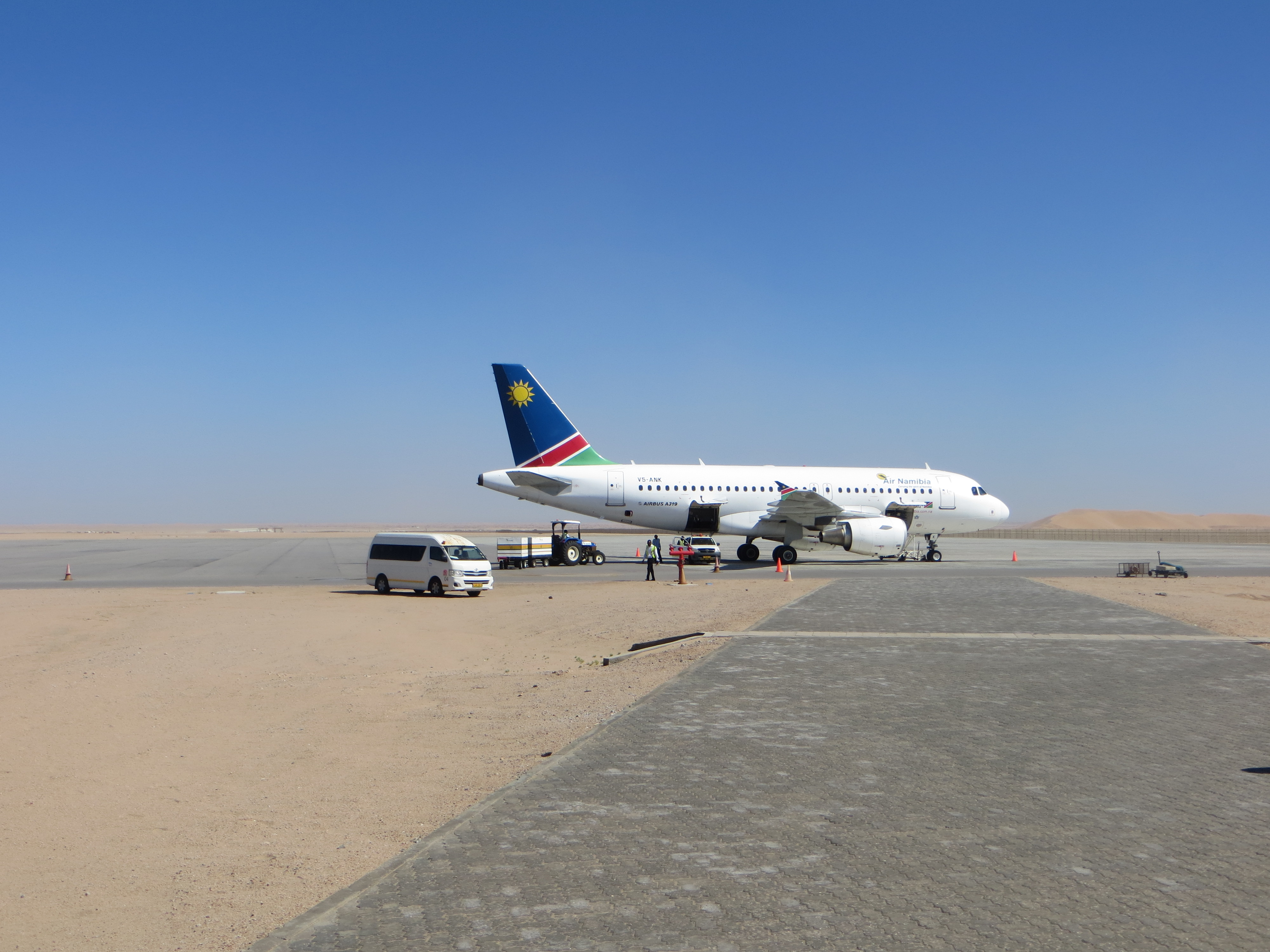
Літак авіакомпанії Air Namibia в аеропорту Волфіш-Бей
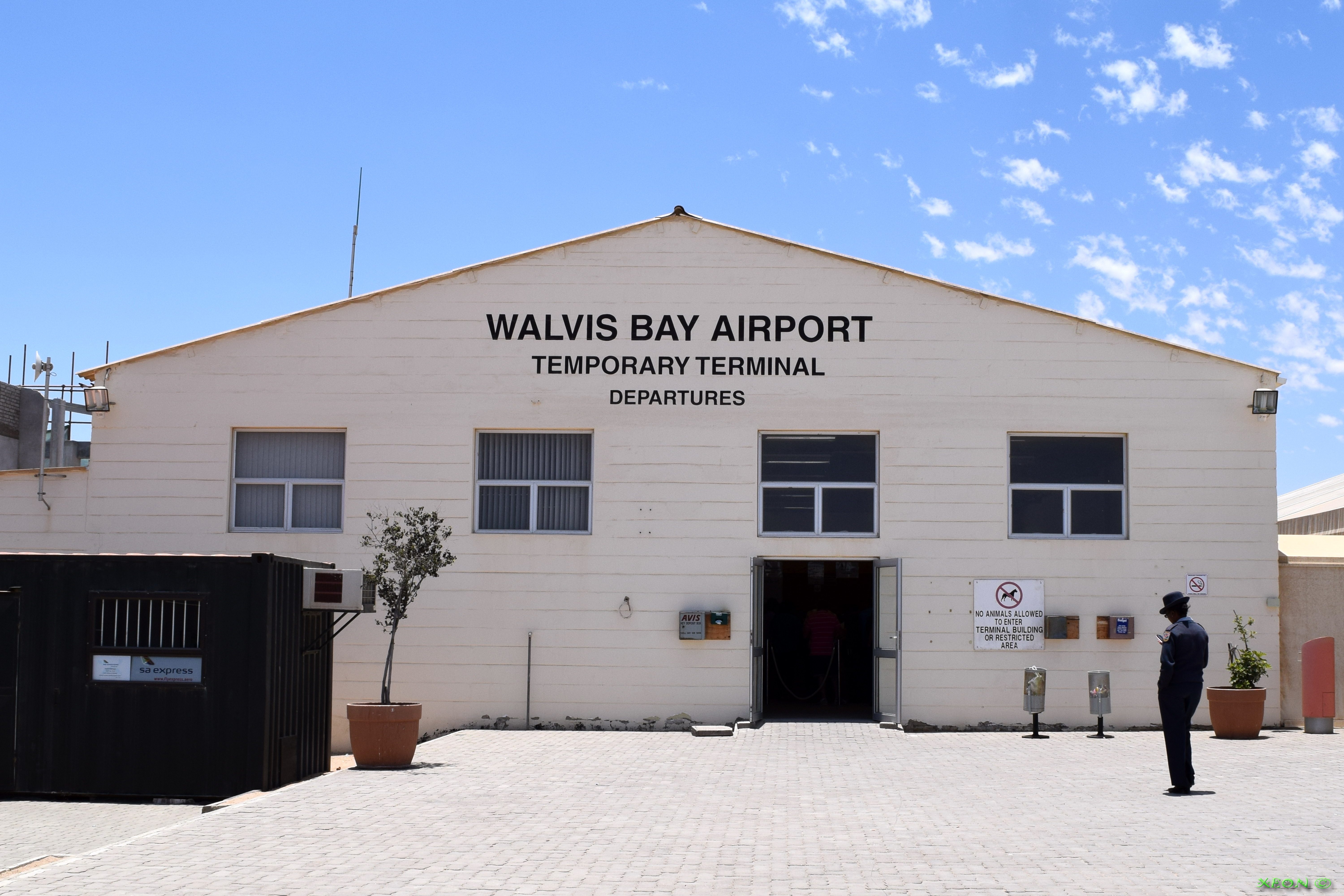
Тимчасовий термінал
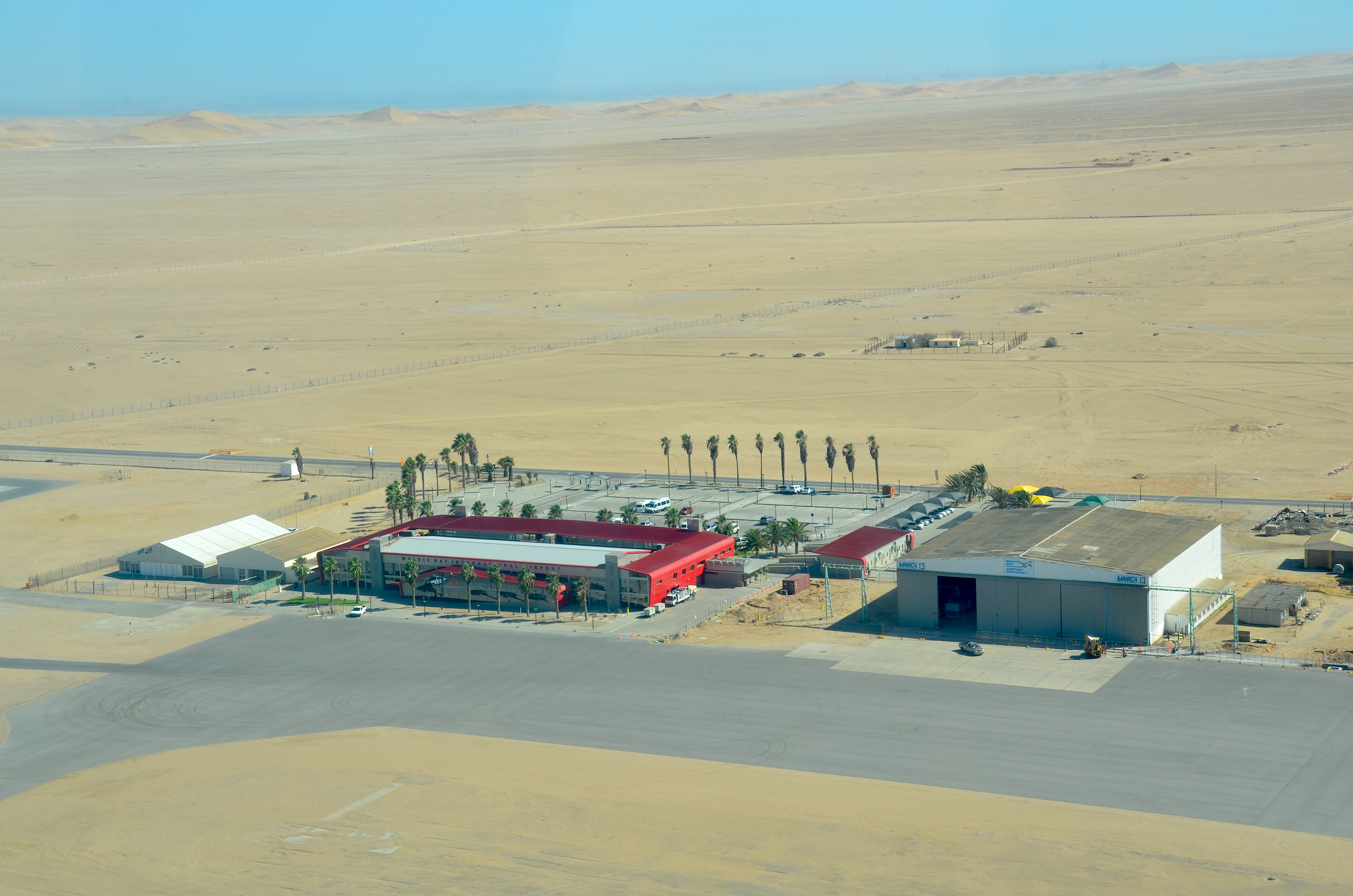
Вид на аеропорт з літака